# Mahazoarivo (Fandriana)
Pour les articles homonymes, voir Mahazoarivo.
Mahazoarivo est une commune rurale malgache située dans la partie nord-est de la région d'Amoron'i Mania, dans le district administratif de Fandriana.

## Géographie

### Terres
En 2004, la superficie de la commune est de 255 km2. Sa superficie irrigable non irriguée est de 4 600 ha, tandis que celle irriguée, y compris les rizières, sont de 681 ha. Les cultures permanentes représentent 35 ha, les cultures temporaires 1 250 ha, les terres en jachère 2 500 ha, les terrains reboisés 460 ha, les forêts naturelles 7 470 ha et les prairies et pâturages naturels 8 514 ha. Il n'y a pas d'aire protégé,.

### Cours d'eau
Les cours d'eau qui traversent la commune sont Sandradahy (20 km), Sahamana (20 km) et Sahavondronina (20 km). La distance entre le chef-lieu du district et le chef-lieu de la commune est de  22 km en direction du sud.

## Fokontany
La commune de Mahazoarivo est formée de 21 fokontany. 

## Démographie
En 2004, la Commune compte 22 664 habitants répartis en 2 245 ménages. La population est majoritairement Betsileos avec quelques Mérinas. Les autres ethnies sont minoritaires, presque introuvables. 

## Économie
Mahazoarivo est une commune rurale donc l'activité principale de la population est l'exploitation de la terre. La plus dominante est la riziculture, puis le manioc et la patate douce. Le jour du marché est le mardi.